# Petrůvky
Petrůvky település Csehországban, a Třebíči járásban. Petrůvky Ostašov, Výčapy, Třebíč, Klučov és Střítež településekkel határos. Lakosainak száma 126 fő (2024. január 1.).

## Népesség
A település lakosságának változását az alábbi diagram mutatja:
| Lakosok száma | 196  | 185  | 181  | 146  | 110  | 86   | 107  | 125  | 126  | 126  |
|               | 1869 | 1900 | 1921 | 1961 | 1980 | 2011 | 2016 | 2019 | 2021 | 2024 |